# Seznam popravených na Kobyliské střelnici

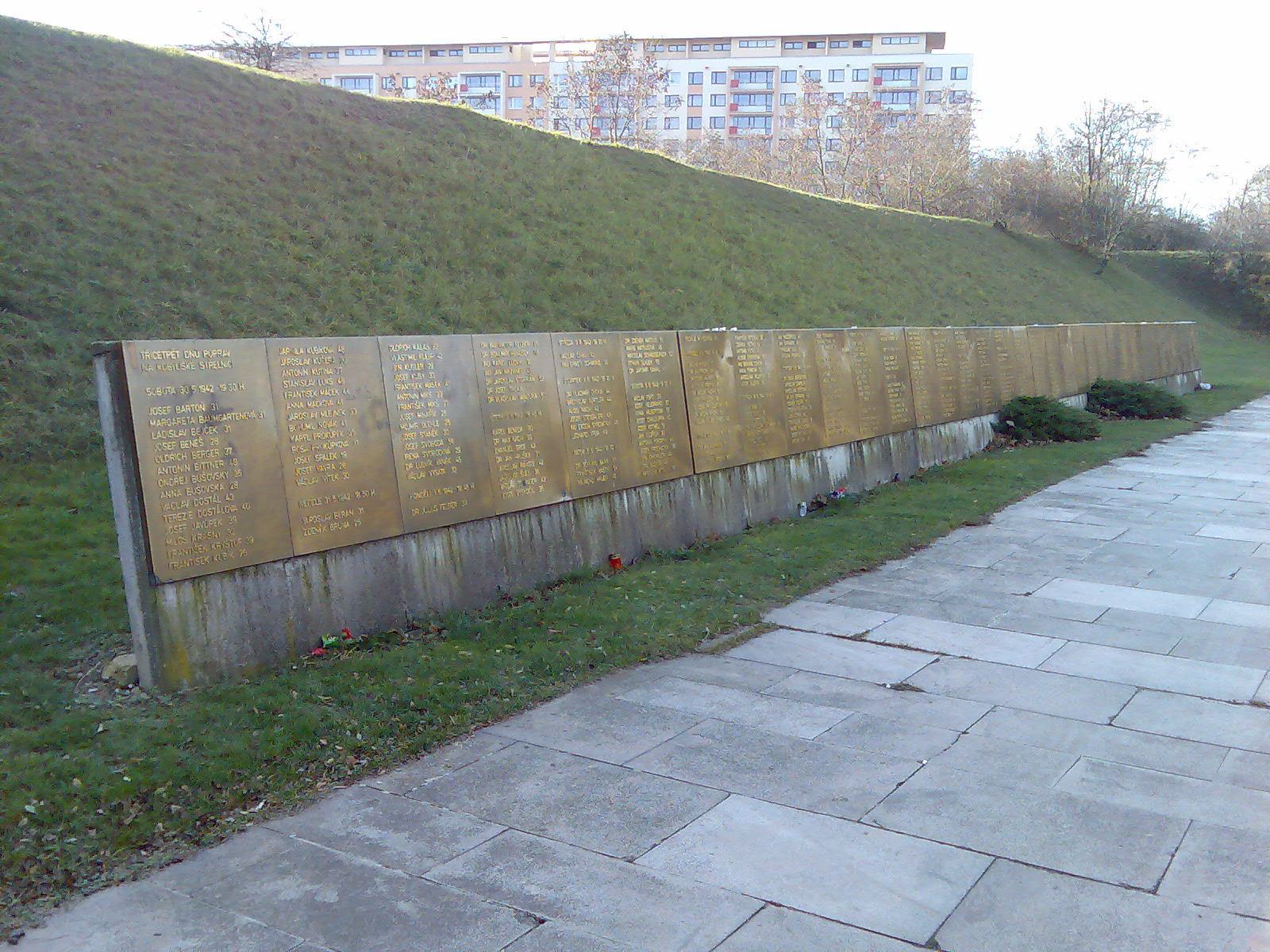
Desky se jmény popravených na Kobyliské střelnici

Seznam osob popravených na Kobyliské střelnici v Praze :

## Sobota30. května1942(v 19.30 hodin)
1. Josef Bartoň ve věku 31 let
2. Margareta Baumgartnerová ve věku 31 let
3. Ladislav Bejček ve věku 31 let
4. Josef Beneš ve věku 28 let
5. Oldřich Berger ve věku 37 let
6. Antonín Bittner ve věku 48 let
7. Ondřej Bušovský ve věku 35 let
8. Anna Bušovská ve věku 28 let
9. Václav Dostál ve věku 43 let
10. Terezie Dostálová ve věku 40 let
11. Josef Javůrek ve věku 39 let
12. Miloš Krásný ve věku 39 let
13. František Kryštof ve věku 39 let
14. František Kubík ve věku 26 let
15. Jarmila Kubíková ve věku 48 let
16. Jaroslav Kučera ve věku 30 let
17. Antonín Kutina ve věku 27 let
18. Stanislav Lukš ve věku 46 let
19. František Máček ve věku 44 let
20. Anna Máčková ve věku 41 let
21. Jaroslav Mlejnek ve věku 33 let
22. Bohumil Novák ve věku 41 let
23. Karel Prokůpek ve věku 35 let
24. Rosa Prokůpková ve věku 31 let
25. Josef Špalek ve věku 19 let
26. Josef Vávra ve věku 28 let
27. Václav Vítek ve věku 30 let

## Neděle31. května1942 (v 18.50 hodin)
1. Jaroslav Beran ve věku 31 let
2. Zdeněk Bruna ve věku 25 let
3. Oldřich Kalaš ve věku 30 let
4. Vlastimil Klegr ve věku 42 let
5. Jan Kugler ve věku 29 let
6. Josef Kusý ve věku 33 let
7. František Mašek ve věku 42 let
8. Antonín Mikš ve věku 23 let
9. František Mikš ve věku 27 let
10. Josef Minařík ve věku 28 let
11. Mojmír Olehla ve věku 25 let
12. Josef Staněk ve věku 30 let
13. Josef Svoboda ve věku 56 let
14. Irena Svobodová ve věku 29 let
15. Dr. Ludvík Vaněk ve věku 45 let
16. Václav Vyšata ve věku 32 let

## Pondělí1. června1942 (v 18.45 hodin)
1. Dr. Julius Felber ve věku 33 let
2. Dr. Ing. Viktor Felber ve věku 61 let
3. Dr. Bohumír Hanosek ve věku 58 let
4. Ing. Karel Ludvík ve věku 36 let
5. Ing. Jan Mazanec ve věku 49 let
6. Dr. Jaroslav Štorkán ve věku 52 let
7. Dr. Josef Trčka ve věku 50 let
8. Dr. Vladislav Vančura ve věku 50 let

## Úterý2. června1942 (v 18.45 hodin)
1. Karel Beneda ve věku 30 let
2. Dr. Max Gach ve věku 59 let
3. Emanuel Grof ve věku 43 let
4. Dr. Jan Hruška ve věku 31 let
5. Jaroslav Rákos ve věku 42 let
6. Ladislav Šulc ve věku 36 let
7. Václav Toninger ve věku 43 let
8. Josef Vyskočil ve věku 35 let

## Středa3. června1942 (v 18.30 hodin)
1. Václav Číhal ve věku 60 let
2. Ing. Ernst Schwarz ve věku 56 let

## Čtvrtek4. června1942 (v 18.30 hodin)
Den úmrtí Reinharda Heydricha.
1. Dr. Vladimír Dycka ve věku 44 let
2. Břetislav Görtler ve věku 44 let
3. Alois Mach ve věku 43 let
4. Josef Stegbauer ve věku 43 let
5. Ing. Evžen Syrovátka ve věku 48 let
6. Leonard Vrba ve věku 49 let

## Pátek5. června1942 (v 18.30 hodin)
1. Dr. Bohumil Baxa ve věku 67 let
2. František Hašek ve věku 54 let
3. Rajmond Hrubý ve věku 46 let
4. Dr. Zdeněk Matouš ve věku 51 let
5. Marie Matoušová ve věku 48 let
6. Miroslav Schneeberger ve věku 52 let
7. Otmar Sládek ve věku 55 let
8. Dr. Jaromír Šámal ve věku 41 let

## Sobota6. června1942 (v 18.30 hodin)
1. Václav Fořt ve věku 31 let
2. Josef Helebrand ve věku 57 let
3. Anna Hilgertová ve věku 55 let
4. Josef Chaloupka ve věku 40 let
5. Josef Kotmel ve věku 19 let
6. Jan Oldřich ve věku 32 let
7. Antonín Pokorný ve věku 44 let
8. Josef Procházka ve věku 38 let
9. Jan Šinkmajer ve věku 44 let
10. Jan Valenta ve věku 46 let
11. Miloslav Vitouš ve věku 37 let
12. Rosalie Wünschová ve věku 63 let

## Pondělí8. června1942 (v 18.30 hodin)
1. Václav Bradáč ve věku 50 let
2. Dr. Jan Frček ve věku 45 let
3. Dr. Edgar Hauner ve věku 35 let
4. Jaroslav Křovina ve věku 45 let
5. Dr. Václav Mácha ve věku 52 let
6. Josef Praizler ve věku 38 let
7. Blažena Praizlerová ve věku 35 let
8. Dr. Václav Škvor ve věku 52 let
9. Václav Žalud - Beneš ve věku 42 let

## Úterý9. června1942 (v 18.30 hodin)
1. Dr. Jan Auerhan ve věku 61 let
2. Jan Dohnal ve věku 60 let
3. František Erben ve věku 67 let
4. František Peterka ve věku 35 let
5. Zdenka Petrů ve věku 42 let
6. Antonín Putík ve věku 43 let
7. Aloisie Svobodová ve věku 55 let
8. Ing. Bohumil Tichota ve věku 42 let
9. Anna Trnková ve věku 52 let
10. Jaroslava Valentová ve věku 57 let
11. Josef Valenta ve věku 59 let

## Středa10. června1942 (v 18.45 hodin)
Den vypálení Lidic.
1. Egon Fink ve věku 17 let
2. Josef Fleišl ve věku 36 let
3. Julius Gottlieb ve věku 51 let
4. Dr. Bohuslav Havránek ve věku 43 let
5. Karel Koryčánek ve věku 61 let
6. Karel Pelc ve věku 43 let
7. Alois Rutner ve věku 31 let
8. Jan Rutner ve věku 35 let
9. Jan Skočdopole ve věku 40 let
10. Jan Šafránek ve věku 45 let
11. Stanislav Šulc ve věku 45 let
12. Ladislav Vosátků ve věku 48 let

## Čtvrtek11. června1942 (v 19.00 hodin)
1. Dr. Idaša Boršeková ve věku 37 let
2. Jaroslav Čumpelík ve věku 27 let
3. Miroslava Dítětová ve věku 47 let
4. Dr. Jan Hofmann ve věku 42 let
5. Zdeněk Kolář ve věku 32 let
6. Zdeňka Kolářová ve věku 29 let
7. Jan Kupka ve věku 42 let
8. Bohuslav Lukeš ve věku 38 let
9. Marie Panušková ve věku 42 let
10. Josef Petlan ve věku 26 let
11. Václav Šída ve věku 36 let
12. JUDr.Josef Štěpánovský ve věku 52 let
13. Bohumil Trnka ve věku 35 let
14. Josef Vaněček ve věku 30 let

## Pátek12. června1942 (v 18.50 hodin)
1. František Dobiáš ve věku 31 let
2. Antonín Houžvička ve věku 20 let
3. Václav Hříbal ve věku 53 let
4. Bohumil Jahoda ve věku 35 let
5. Václav Kaňkovský ve věku 42 let
6. Antonín Krypner ve věku 42 let
7. Josef Pilát ve věku 58 let
8. František Přikryl ve věku 43 let
9. Karel Slanec ve věku 38 let
10. Josef Topol ve věku 42 let
11. Karel Trpálek ve věku 35 let
12. František Veselý ve věku 47 let

## Sobota13. června1942 (v 18.45 hodin)
1. Josef Čapek ve věku 44 let
2. Otakar Čížek ve věku 58 let
3. Ludvík Friedmann ve věku 25 let
4. Abraham Grob ve věku 41 let
5. Vojtěch Hejduk ve věku 35 let
6. Bohumil Korn ve věku 48 let
7. Jan Souček ve věku 53 let
8. Josef Štika ve věku 42 let
9. Hana Štiková ve věku 17 let
10. Marie Štiková ve věku 40 let
11. Jan Votava ve věku 40 let

## Pondělí15. června1942 (v 19.00 hodin)
1. Otto Fischmann ve věku 55 let
2. Hermann Kohn ve věku 48 let
3. Stanislav Kopřiva ve věku 22 let
4. Jaroslav Pužman ve věku 55 let
5. Miloslav Skořepa ve věku 47 let

## Úterý16. června1942 (v 18.45 hodin)
1. Václav Hejda ve věku 22 let
2. Václav Michalský ve věku 21 let
3. Jarmila Michalská ve věku 18 let

### Oběti z Lidic
1. Marie Frühaufová ve věku 23 let
2. Bohumil Horák ve věku 55 let
3. Josef Horák ve věku 57 let
4. Stanislav Horák ve věku 44 let
5. Štěpán Horák ve věku 55 let
6. Štěpán Horák mladší ve věku 22 let
7. Václav Horák ve věku 21 let
8. Anastázie Horáková ve věku 40 let
9. Anna Horáková ve věku 56 let
10. Anna Horáková ve věku 50 let
11. Marie Horáková ve věku 56 let
12. Marie Horáková mladší ve věku 19 let
13. Václav Kohlíček ve věku 26 let
14. Marie Stříbrná ve věku 48 let
15. František Stříbrný ve věku 24 let
16. František Černý ve věku 34 let
17. Josef Doležal ve věku 15 let
18. Karel Hroník ve věku 41 let
19. Josef Kacl ve věku 30 let
20. Václav Kadlec ve věku 20 let
21. Václav Kopáček ve věku 20 let
22. Jaroslav Müller ve věku 29 let
23. Josef Nerad ve věku 15 let
24. Josef Petrák ve věku 38 let
25. František Pitín ve věku 36 let
26. Bohumil Pospíšil ve věku 51 let

## Středa17. června1942 (v 18.45 hodin)
1. Ing. arch. František Couf ve věku 41 let
2. Josefa Coufová ve věku 36 let
3. Josef Kolenatý ve věku 56 let
4. Jiří Krása ve věku 32 let
5. Jaroslav Merhaut ve věku 44 let
6. František Mrňák ve věku 42 let
7. Václav Pavlík ve věku 39 let
8. Josef Písařík ve věku 46 let
9. František Rosenbaum ve věku 29 let

## Čtvrtek18. června1942 (v 18.45 hodin)
1. Karel Cemper ve věku 53 let
2. Josef Geduldiger ve věku 46 let
3. Oldřich Kolbaba ve věku 51 let
4. Jaroslav Kolovecký ve věku 52 let
5. Tomáš Srpek ve věku 39 let
6. Marie Straková ve věku 39 let
7. Josef Suchý ve věku 40 let
8. Richard Šimanovský ve věku 58 let
9. Karel Zelenka ve věku 44 let

## Pátek19. června1942 (v 18.45 hodin)
1. Miloslav Dvořák ve věku 18 let
2. Václav Eisman ve věku 40 let
3. Božena Hejnalová ve věku 56 let
4. Milada Kešnerová ve věku 22 let
5. Sylvestr Novák ve věku 33 let
6. Marie Spilková ve věku 58 let
7. Marie Svobodová ve věku 27 let

### Mimo seznam stanného soudu v Praze
1. Ing. Alois Eliáš ve věku 51 let

## Sobota20. června1942 (v 18.45 hodin)
1. Ing. Dr. Karel Drbal ve věku 35 let
2. Karel Fousek ve věku 34 let
3. Jaroslav Kalina ve věku 47 let
4. Josef Košal ve věku 40 let
5. Ivan Kukla ve věku 51 let
6. Josef Lecjaký ve věku 58 let
7. Arnošt Motyčka ve věku 41 let
8. Josef Palička ve věku 33 let
9. Dr. Ivan Pour ve věku 44 let
10. Barbora Provazníková ve věku 26 let
11. Karel Racek ve věku 70 let
12. Marie Racková ve věku 56 let
13. Ladislav Síba ve věku 26 let
14. Walter Stein ve věku 31 let
15. Rudolf Svata ve věku 36 let
16. Vratislav Syrový ve věku 33 let
17. Josef Šrom ve věku 54 let
18. PhDr. Anna Zbořilová ve věku 35 let
19. Ing. Jindřich Žilka ve věku 55 let

## Pondělí22. června1942 (v 18.45 hodin)
1. František Krupička ve věku 65 let
2. Karel Žitný ve věku 41 let

Rudolf Sváta V textu uveden jako Rudolf Svata

## Úterý23. června1942 (v 19.00 hodin)
1. Dr. Vladimír Horák ve věku 58 let
2. Dr. Ing. Vladimír Chytrý ve věku 41 let
3. Ing. Oldřich Janata ve věku 70 let
4. Anna Jirásková ve věku 40 let
5. Anežka Mikešová ve věku 32 let
6. Václav Mikeš ve věku 33 let
7. Otmar Mikulica ve věku 24 let
8. Ing. František Stočes ve věku 47 let

## Středa24. června1942 (v 18.45 hodin)
Den vypálení Ležáků.
1. Karel Hovorka ve věku 52 let
2. Václav Hrubý ve věku 41 let
3. Václav Mihula ve věku 30 let
4. František Nováček ve věku 53 let
5. Dr. Josef Páta ve věku 55 let
6. Karel Rubeš ve věku 54 let
7. Jaroslav Řehák ve věku 27 let
8. Zdeněk Řehák ve věku 25 let
9. Rudolf Staněk ve věku 51 let
10. František Šmíd ve věku 30 let
11. Anna Víková ve věku 40 let
12. Čeněk Vítkovský ve věku 53 let
13. Alžběta Vosmíková ve věku 28 let
14. Anna Vosmíková ve věku 57 let
15. Bohumil Vosmík starší ve věku 54 let
16. Bohumil Vosmík mladší ve věku 18 let
17. Božena Vosmíková ve věku 27 let
18. Oldřich Vosmík ve věku 29 let

## Čtvrtek25. června1942 (v 18.40 hodin)
1. František Dlask ve věku 52 let
2. Jaroslav Rošický ve věku 57 let
3. Evžen Rošický ve věku 27 let
4. Adolf Schart ve věku 53 let[p 1]
5. Otilie Schartová ve věku 43 let
6. Dagmar Schartová ve věku 22 let

## Pátek26. června1942 (v 19.00 hodin)
1. Jaroslav Andres ve věku 43 let
2. Jaroslav Čumpelík ve věku 24 let
3. Bohumil Dřevo ve věku 22 let
4. Václav Holeček ve věku 30 let
5. Jiřina Holečková ve věku 29 let
6. Bohuslav Koháček ve věku 49 let
7. Ladislav Löwy ve věku 25 let
8. František Pivoňka ve věku 25 let
9. Karel Růžička ve věku 49 let
10. Miroslav Římovský ve věku 45 let
11. Václav Schöbl ve věku 42 let
12. Alois Škopek ve věku 25 let
13. Miroslav Zeman ve věku 32 let
14. Alois Zdařil ve věku 26 let
15. Josef Žák ve věku 31 let

## Sobota27. června1942 (v 18.30 hodin)
1. Antonín Císař ve věku 37 let
2. Emilie Císařová ve věku 33 let
3. Moric Gross ve věku 21 let
4. František Kališ ve věku 47 let
5. Adolf Liška ve věku 39 let
6. Štěpán Mikšovský ve věku 48 let
7. Jarmila Morrisová ve věku 34 let
8. František Prachař ve věku 41 let
9. Karel Šimek ve věku 47 let

## Pondělí29. června1942 (v 19.00 hodin)
1. Václav Boháček ve věku 40 let
2. Rudolf Cibulka ve věku 33 let
3. Alois Hála ve věku 56 let
4. Anna Kirchenbergerová ve věku 42 let
5. Eva Kirchenbergerová ve věku 20 let
6. Josef Kočárek ve věku 30 let
7. Břetislav Mach ve věku 40 let
8. Karel Maršík ve věku 55 let
9. Jan Pekárek ve věku 58 let
10. Valerie Pekárková ve věku 57 let
11. Bohuslav Prepsel ve věku 35 let
12. Erich Salzer ve věku 38 let
13. Robert Sattler ve věku 38 let
14. Alois Smetana ve věku 38 let
15. Emanuel Starer ve věku 37 let
16. Josef Tečz ve věku 46 let
17. Anežka Vachutová ve věku 32 let
18. Dr. Václav Vojáček ve věku 51 let
19. Miloslav Výborný ve věku 28 let

## Úterý30. června1942 (v 19.30 hodin)
1. Václav Ajšman ve věku 45 let
2. Josef Behenský ve věku 43 let
3. Čeněk Beránek ve věku 72 let
4. Václav Bejlek ve věku 45 let
5. Josef Černý ve věku 51 let
6. Václav Čvančara ve věku 53 let
7. Zdeněk Dostál (1915) [3]
8. František Dvořák ve věku 27 let
9. Jindřich Eckstein ve věku 58 let
10. Václav Fiala ve věku 42 let
11. Josef Fousek ve věku 67 let
12. Josef Franc ve věku 41 let
13. Emil Haisman ve věku 51 let
14. JUDr. Miroslav Haken ve věku 44 let [p 2]
15. Ferdinand Hanuš ve věku 39 let
16. Ladislav Houdek ve věku 37 let
17. Anna Hrubá ve věku 28 let
18. Antonín Herynk ve věku 58 let
19. Josef Churavý ve věku 47 let
20. RNDr. Josef Jedlička (* 9. září 1897)[4]
21. Otakar Kamper ve věku 63 let
22. Růžena Kamperová ve věku 66 let
23. Jan Karel ve věku 33 let
24. Anna Kintnerová roz. Hatašová (*23. 4. 1905) ve věku 37 let
25. Ladislav Kodet ve věku 43 let
26. Jan Koníček - úředník (1916) [3]
27. František Kosík ve věku 30 let
28. Jaromír Kratina ve věku 42 let
29. Karel Kratochvíl ve věku 38 let
30. Josef Krejčí ve věku 52 let
31. Jaroslav Kučera ve věku 46 let
32. Antonín Kukula ve věku 40 let
33. Abraham Langer ve věku 37 let
34. Josef Líkař ve věku 39 let
35. Jiří Lorenz ve věku 31 let
36. Josef Mach ve věku 40 let
37. František Mandys ve věku 38 let
38. Dr. Bohumír Mašek ve věku 36 let
39. Josef Mašín ve věku 45 let
40. Sikmund Neudörfer ve věku 43 let
41. Emílie Oplatková ve věku 49 let
42. Walter Orenstein ve věku 39 let [p 3]
43. Josef Pelej ve věku 33 let
44. Františka Plamínková ve věku 67 let
45. Josef Pletánek ve věku 57 let
46. Ing. Vojtěch Přidal ve věku 32 let
47. Ludmila Přidalová ve věku 27 let
48. JUDr. Jan Pugnar ve věku 59 let [p 4]3
49. Alois Rattman ve věku 39 let
50. Rudolf Richter ve věku 30 let
51. Václav Řehák ve věku 31 let
52. Ing. Ladislav Saibert ve věku 36 let
53. Vincenc Schwarz ve věku 39 let
54. Zdenka Schwarzová ve věku 36 let [p 5]
55. Břetislav Schweizer ve věku 27 let [p 6]
56. Bedřich Slavík ve věku 28 let
57. František Slavík ve věku 49 let
58. Marie Slavíková ve věku 46 let
59. Antonín Soucha ve věku 39 let
60. PhDr. Felix Stern ve věku 28 let [p 7]
61. Jiří Šourek ve věku 34 let
62. Otto Šourek ve věku 62 let
63. Karel Šváb ve věku 45 let
64. Bedřich Švanda ve věku 51 let
65. Karel Ťálský ve věku 44 let  [p 8]
66. František Tušer ve věku 34 let [p 9]
67. Miroslav Vojtěchovský ve věku 36 let [p 10] [p 11]
68. Ladislav Vrede ve věku 46 let
69. Otokar Zeithammel - ve věku 25 let [3]
70. Otto Zeithammel - ve věku 60 let [3] [p 12]
71. Blažena Zeithammelová ve věku 27 let
72. Jiří Zeman ve věku 49 let

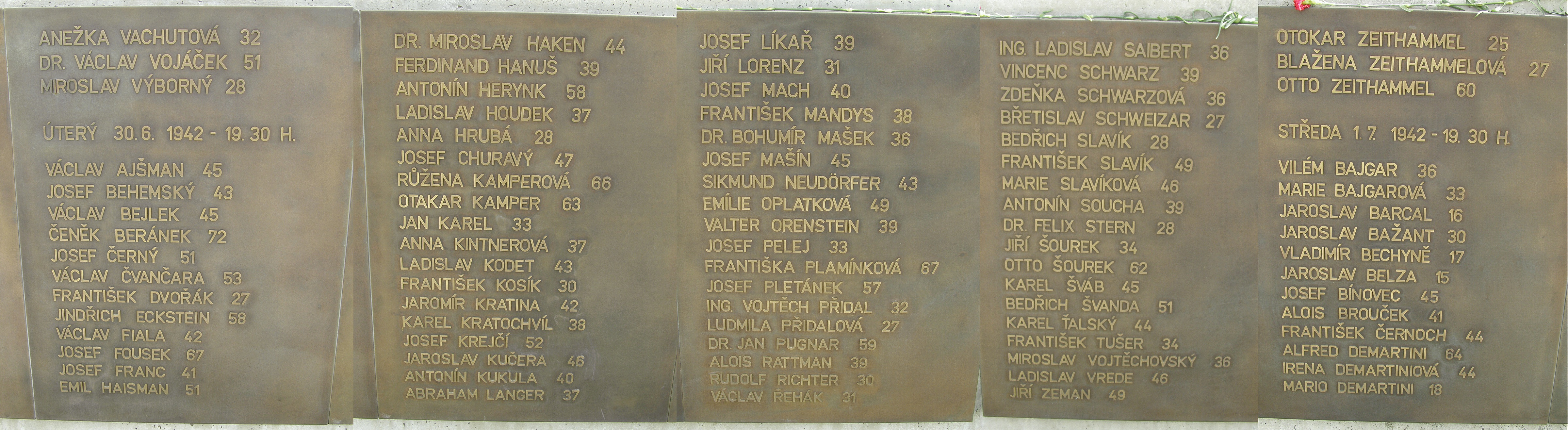
Pět bronzových desek se jmény popravených v úterý dne 30. června 1942 v 19.30

Seznamy popravených v Praze na Kobyliské střelnici dne 30. června 1942
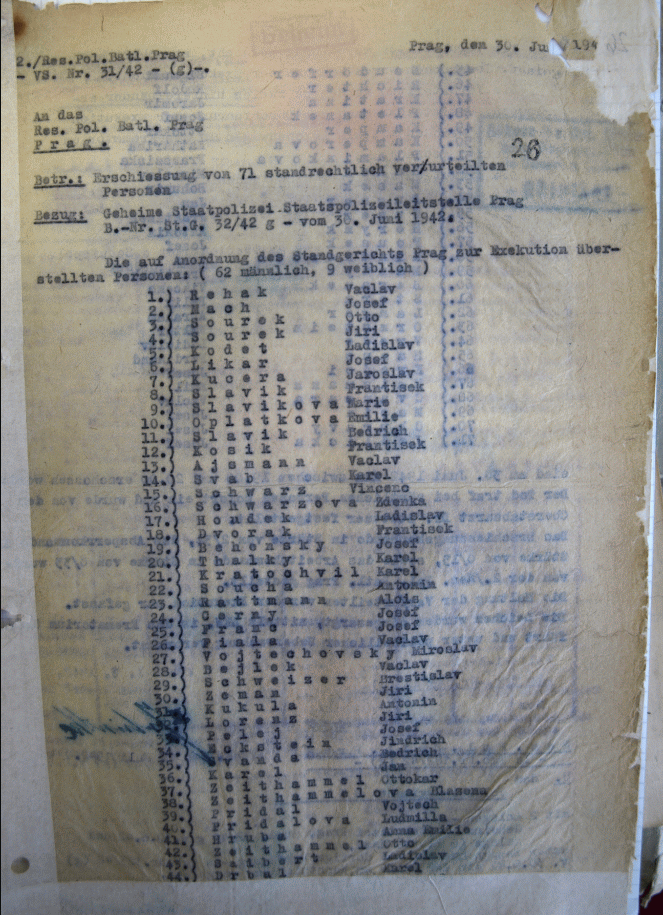
Popravní protokol z 30. června 1942 (1. strana, německý originál)
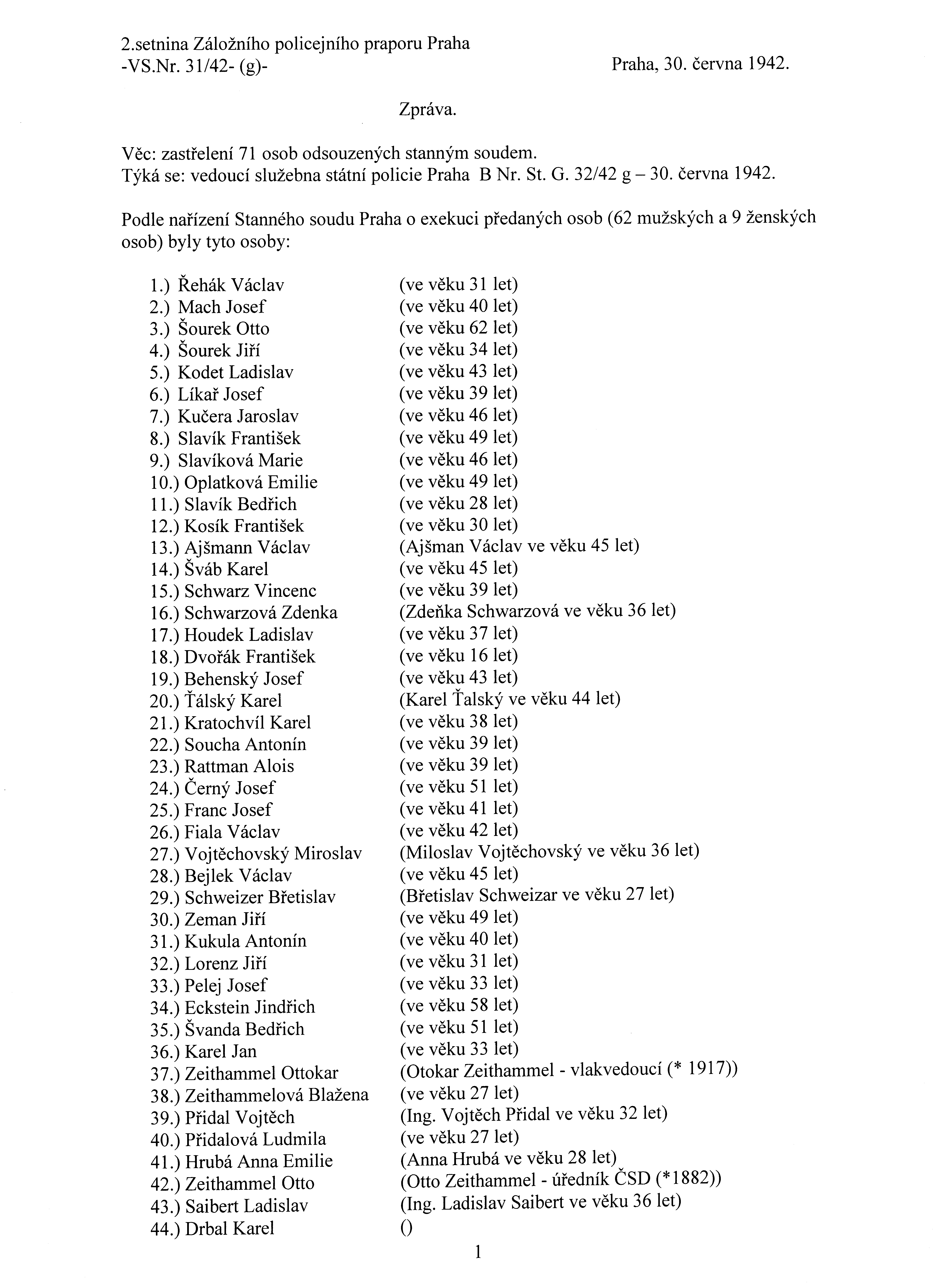
Popravní protokol z 30. června 1942 (1. strana, překlad do češtiny)
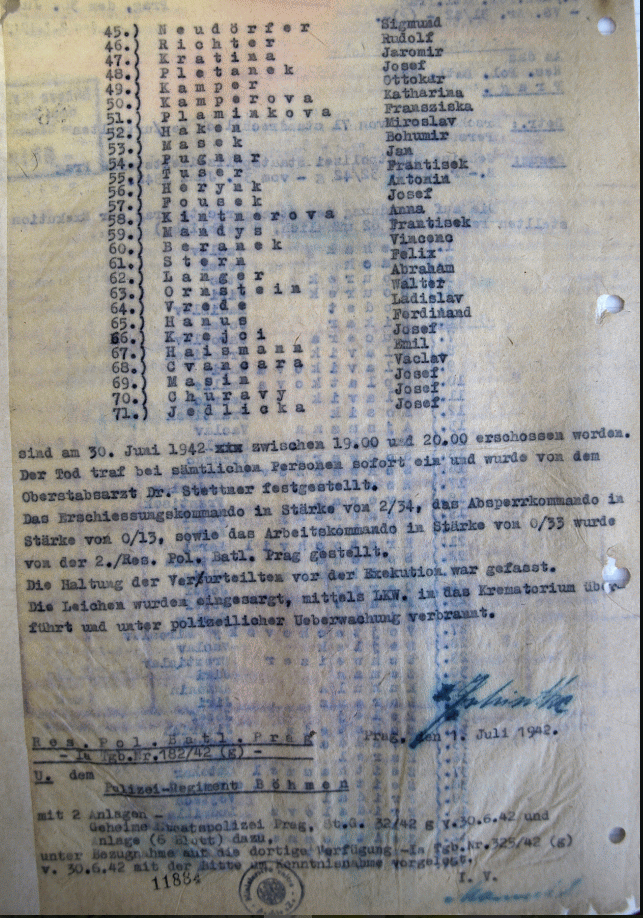
Popravní protokol z 30. června 1942 (2. strana, německý originál)
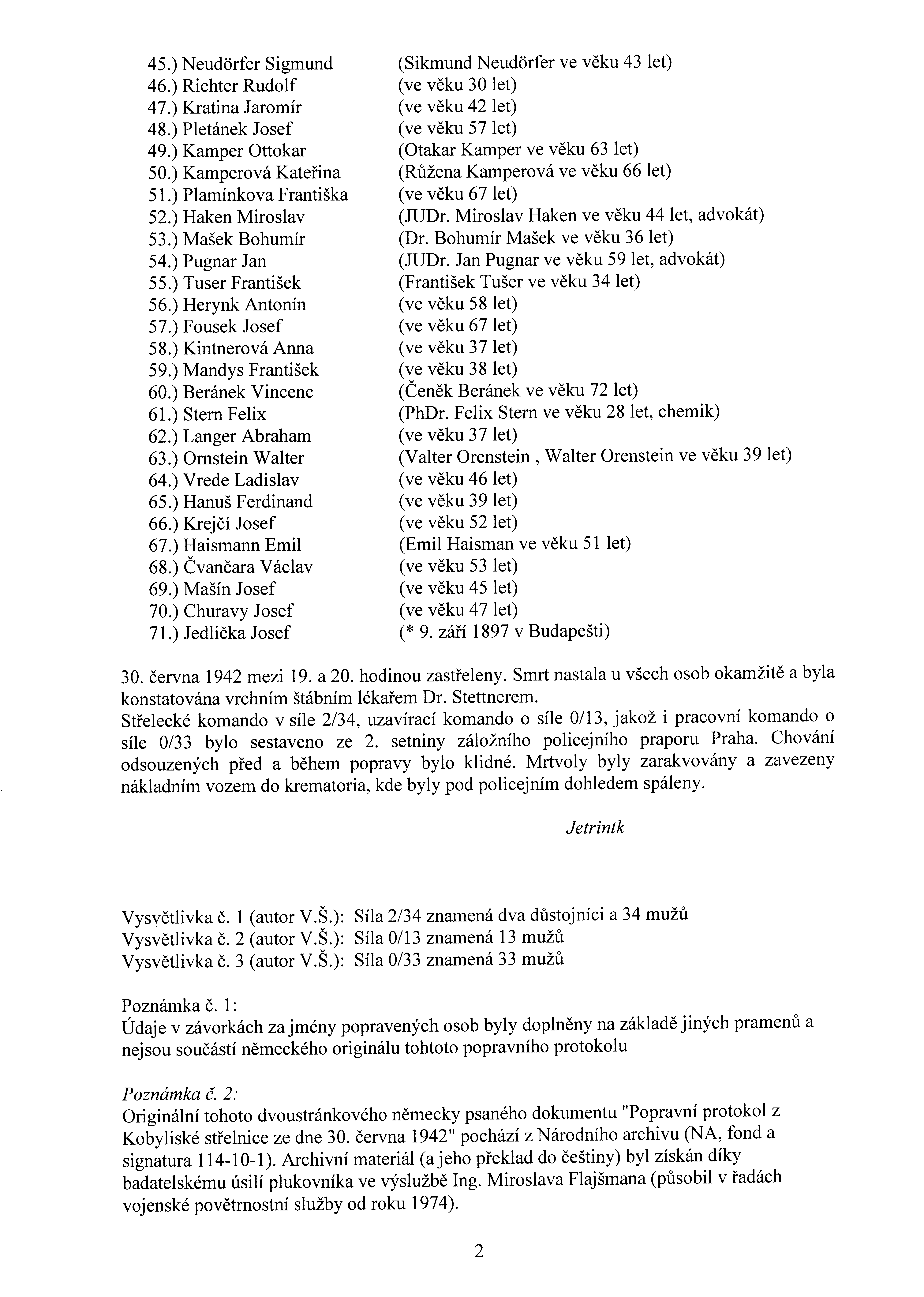
Popravní protokol z 30. června 1942 (2. strana, překlad do češtiny)
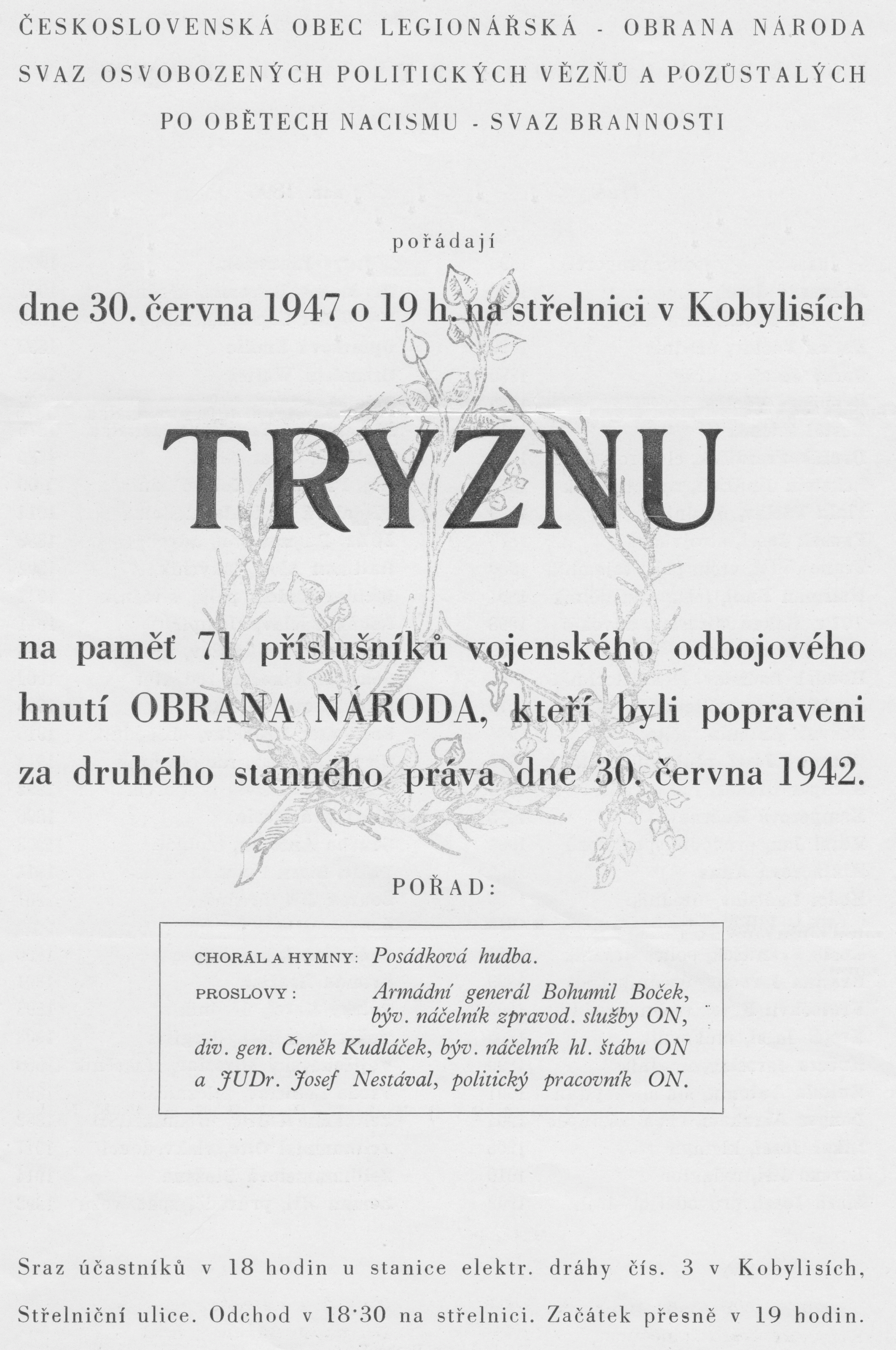
Tryzna (30. června 1947), titulní strana dokumentu
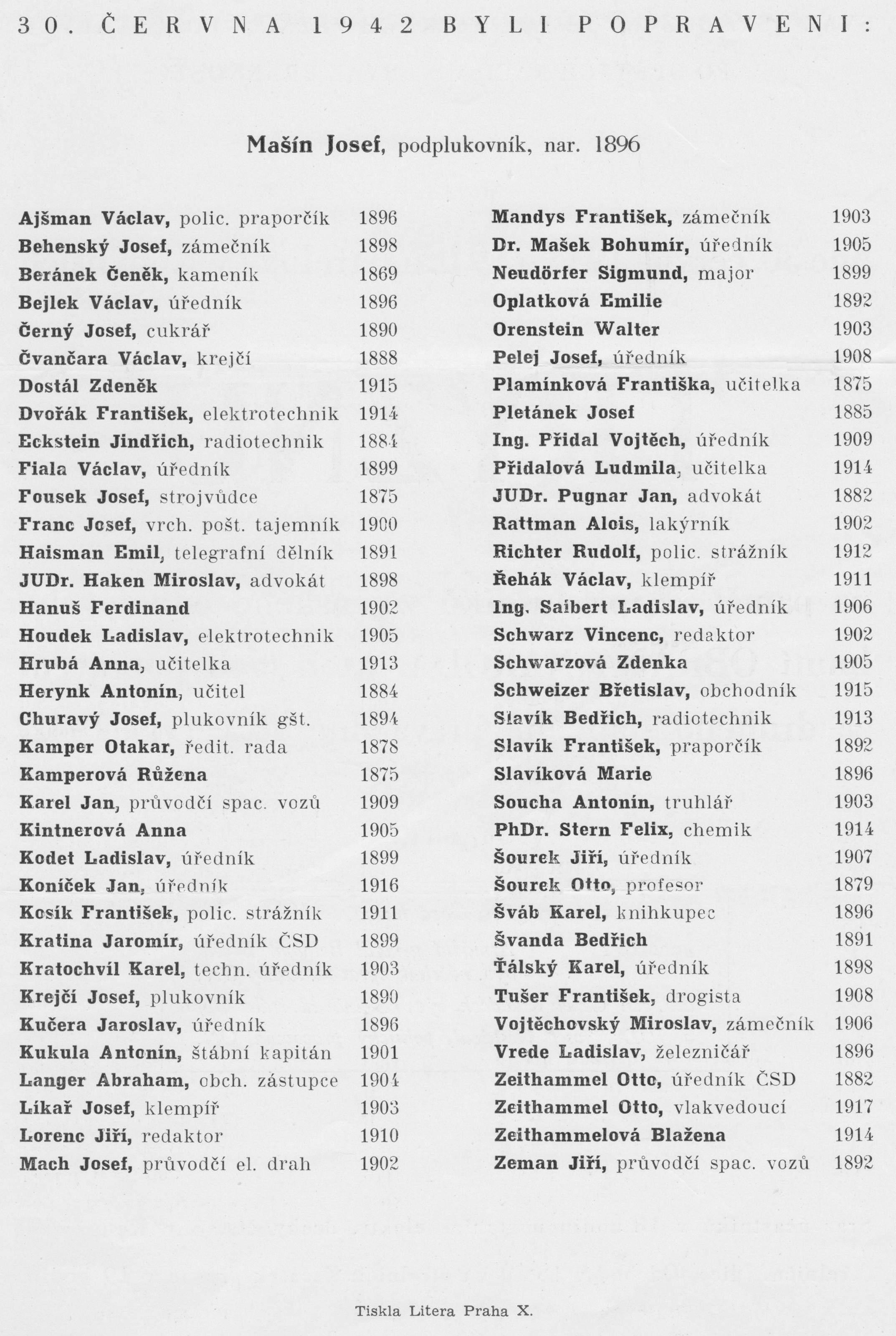
Trizna (30. června 1947), Seznam popravených

## Středa1. července1942 (v 19.30 hodin)
1. Vilém Bajgar ve věku 36 let
2. Marie Bajgarová ve věku 33 let
3. Jaroslav Barcal ve věku 16 let
4. Jaroslav Bažant ve věku 30 let
5. Vladimír Bechyně ve věku 17 let
6. Jaroslav Belza ve věku 15 let
7. Josef Bínovec ve věku 45 let
8. Alois Brouček ve věku 41 let
9. František Černoch ve věku 44 let
10. Alfred Demartini ve věku 64 let
11. Irena Demartiniová ve věku 44 let
12. Mario Demartini ve věku 18 let
13. Josef Dočkal ve věku 44 let
14. František Dvořák ve věku 16 let
15. Jaromír Enšperger ve věku 16 let
16. Rudolf Finger ve věku 56 let
17. Jaroslav Formánek ve věku 44 let
18. Karel Formánek ve věku 38 let
19. Ida Fantlová ve věku 60 let
20. Gerhard Fuchs ve věku 41 let
21. Otto Göpfert ve věku 26 let
22. Antonín Gruncl ve věku 36 let
23. Pavel Hanus ve věku 52 let
24. Anežka Hejplíková ve věku 44 let
25. František Hejplík ve věku 41 let
26. Josef Hodys ve věku 48 let
27. Ladislav Horyna ve věku 40 let
28. Karel Hykl ve věku 47 let
29. Josef Jandák ve věku 33 let
30. Josef Jelínek ve věku 51 let
31. Oldřich Kautský ve věku 30 let
32. Miloš Korejs ve věku 35 let
33. Josef Košek ve věku 30 let
34. František Košťál ve věku 33 let
35. Václav Kotlář ve věku 36 let
36. Jaroslav Kotouč ve věku 27 let
37. Zdeněk Lonský ve věku 16 let
38. Miloš Lukeš ve věku 34 let
39. Josef Minářík ve věku 40 let
40. František Minařík ve věku 38 let
41. František Mrázek ve věku 37 let
42. Antonín Nebeský ve věku 35 let
43. Antonín Nikl ve věku 47 let
44. Josef Nýdr ve věku 40 let
45. Václav Novák ve věku 32 let
46. Jan Pajer ve věku 57 let
47. Václav Pata ve věku 45 let
48. František Pitlík ve věku 44 let
49. Julius Pufler ve věku 45 let
50. Václav Racek ve věku 56 let
51. Hynek Rezek ve věku 33 let
52. Josef Rulf ve věku 44 let
53. Emanuel Slavík ve věku 27 let
54. Eugen Strach ve věku 45 let
55. František Šulc ve věku 38 let
56. Josef Topič ve věku 44 let
57. Alois Trneček ve věku 28 let
58. Karel Ulrich ve věku 32 let
59. Alois Váp ve věku 50 let
60. Jindřich Varhan ve věku 51 let
61. Jan Vastl ve věku 16 let
62. Jan Vynáhlovský ve věku 26 let
63. Václav Vykročil ve věku 46 let
64. Adolf Zich ve věku 31 let

## Čtvrtek2. července1942 (v 19.00 hodin)
1. Jan Balounek ve věku 36 let
2. Dr. Jaromír Bouček ve věku 47 let
3. Pavel Brož ve věku 33 let
4. Antonín Bureš ve věku 35 let
5. František Černík ve věku 60 let
6. Antonín Černý ve věku 56 let
7. Antonín Černý mladší ve věku 26 let
8. Václav Dolejší ve věku 42 let
9. Amálie Dolejší ve věku 34 let
10. Jiří Franc ve věku 16 let
11. Františka Francová ve věku 35 let
12. Josef Heřmanský ve věku 32 let
13. Karel Hrubý ve věku 59 let
14. Josef Javůrek ve věku 54 let
15. Antonín Kačer ve věku 42 let
16. Otto Katz ve věku 25 let
17. Dr. Jaroslav Klíma ve věku 44 let
18. Božena Kurzová ve věku 38 let
19. Stanislav Lacina ve věku 48 let
20. Dr. Karel Malinský ve věku 59 let
21. Dr. Josef Maruna ve věku 47 let
22. Dr. František Páta ve věku 57 let
23. René Pekárek ve věku 30 let
24. Dr. Hynek Pelc ve věku 47 let
25. Dr. Karel Podhajský ve věku 45 let
26. František Pokorný ve věku 44 let
27. Jan Rovánek ve věku 24 let
28. Antonín Řeháček ve věku 52 let
29. Alois Semík ve věku 37 let
30. Jan Sklenář ve věku 31 let
31. Ferdinand Smetana ve věku 29 let
32. Julius Sokolář ve věku 46 let
33. Leo Stowasser ve věku 51 let
34. Dr. Václav Strimpl ve věku 47 let
35. Dr. Viktor Svoboda ve věku 52 let
36. Otto Tomíček ve věku 27 let
37. Ing. Václav Topol ve věku 57 let
38. Václav Trnka ve věku 33 let
39. Josef Tužil ve věku 38 let
40. Jaroslav Veselý ve věku 33 let
41. Václav Voborský ve věku 40 let
42. JUDr. Jaroslav Vožický ve věku 45 let
43. Dr. Gustav Záhorský ve věku 49 let
44. Antonín Zich ve věku 36 let

## Pátek3. července1942 (v 19.00 hodin)
1. Boris Balzar ve věku 20 let
2. Ing. Josef Bárta ve věku 52 let
3. Dr. Ing. Oldřich Bartoň ve věku 44 let
4. Ing. Otakar Berka ve věku 49 let
5. Fedor Branstein ve věku 25 let
6. Jaroslav Caha ve věku 20 let
7. Josef Cyrin ve věku 47 let
8. Vlastimila Čejdová ve věku 20 let
9. Dr. Stanislav Červený ve věku 34 let
10. Ing. Jindřich Duška ve věku 51 let
11. Čeněk Doubek ve věku 46 let
12. Václav Englemüller ve věku 20 let
13. Jiří Frýdl ve věku 19 let
14. Dr. Eduard Fischer ve věku 46 let
15. Bohuslav Hrabě ve věku 44 let
16. Emil Hrdlička ve věku 47 let
17. Bohumil Imramovský ve věku 22 let
18. František Kapr ve věku 56 let
19. Slavomír Kindl ve věku 21 let
20. Rudolf Krátký ve věku 35 let
21. František Kulhánek ve věku 52 let
22. Josef Laštovička ve věku 62 let
23. Rudolf Mahovský ve věku 54 let
24. Dr. Vladimír Matějka ve věku 45 let
25. Dr. Ing. Václav Mizera ve věku 46 let
26. Antonín Mossig ve věku 55 let
27. Jan Nosek ve věku 22 let
28. Bohumil Novák ve věku 22 let
29. Dr. Josef Novák ve věku 33 let
30. Zdenka Nováková ve věku 28 let
31. Antonín Parůžek ve věku 21 let
32. Václav Parůžek ve věku 57 let
33. Margit Raudnická ve věku 19 let
34. Čestmír Rychnovský ve věku 22 let
35. Jan Říha ve věku 40 let
36. Rosa Sojková ve věku 31 let
37. Marie Svobodová ve věku 59 let
38. Anna Šilingerová ve věku 46 let
39. Otto Šteflíček ve věku 41 let
40. Vojtěch Švec ve věku 43 let
41. Dr. Václav Vaněk ve věku 53 let
42. Josef Vilánek ve věku 36 let
43. Dr. Veleslav Wahl ve věku 51 let
44. Karel Wahl ve věku 47 let
45. Bohuslav Záhora ve věku 20 let
46. Anna Ziegloserová ve věku 59 let

## Pátek4. září1942 (ve 14.00 hodin)

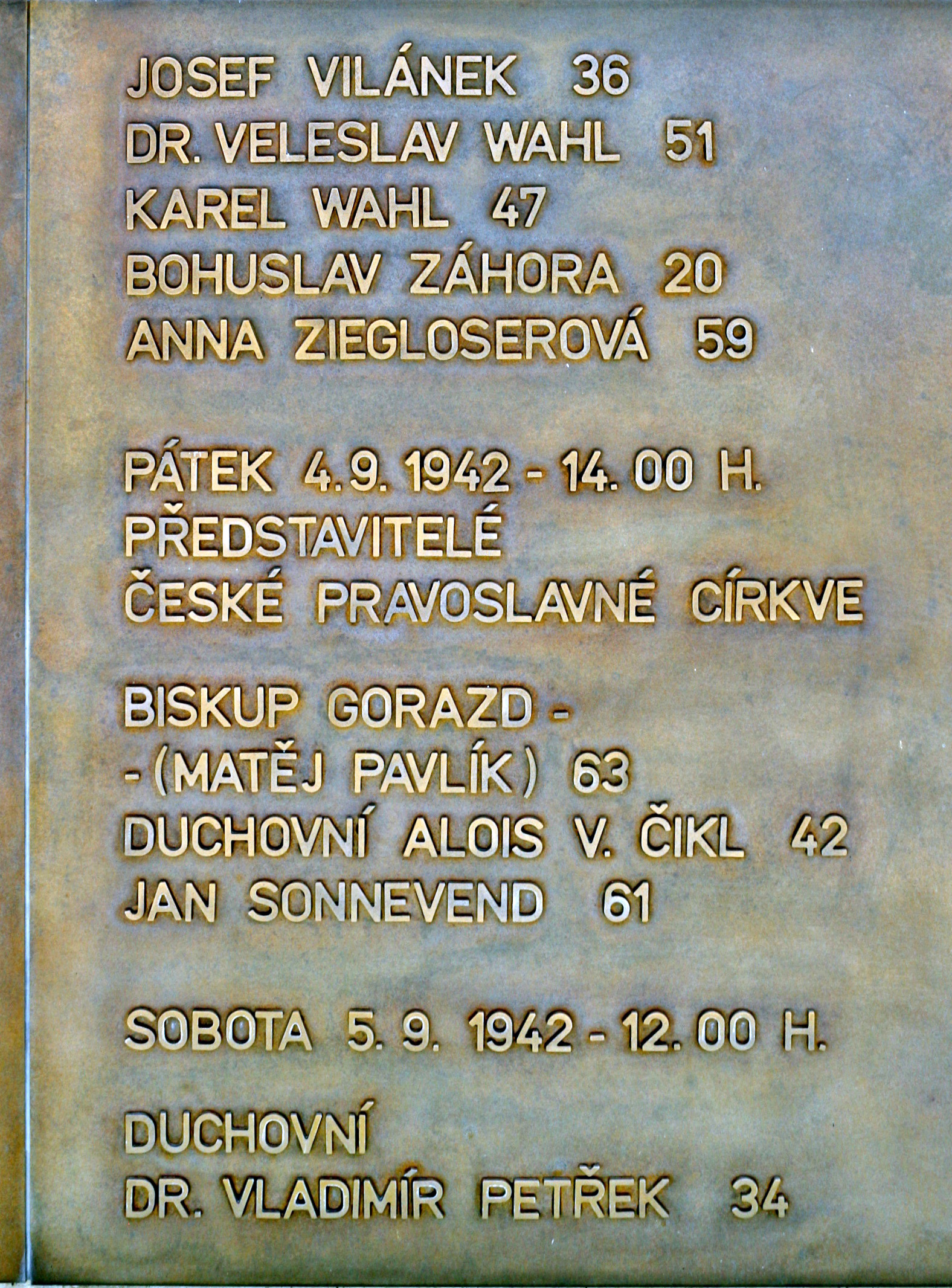
Jména zástupců čs. pravoslavné církve popravených na Kobyliské střelnici za ukrývání parašutistů po atentátu na R. Heydricha

Představitelé české pravoslavné církve:
1. biskup Gorazd (Matěj Pavlík) ve věku 63 let
2. duchovní Alois Václav Čikl ve věku 42 let
3. Jan Sonnevend ve věku 61 let

## Sobota5. září1942 (ve 12.00 hodin)
1. duchovní Dr. Vladimír Petřek ve věku 34 let

## Čtvrtek8. července1943(v 18.12 hodin)

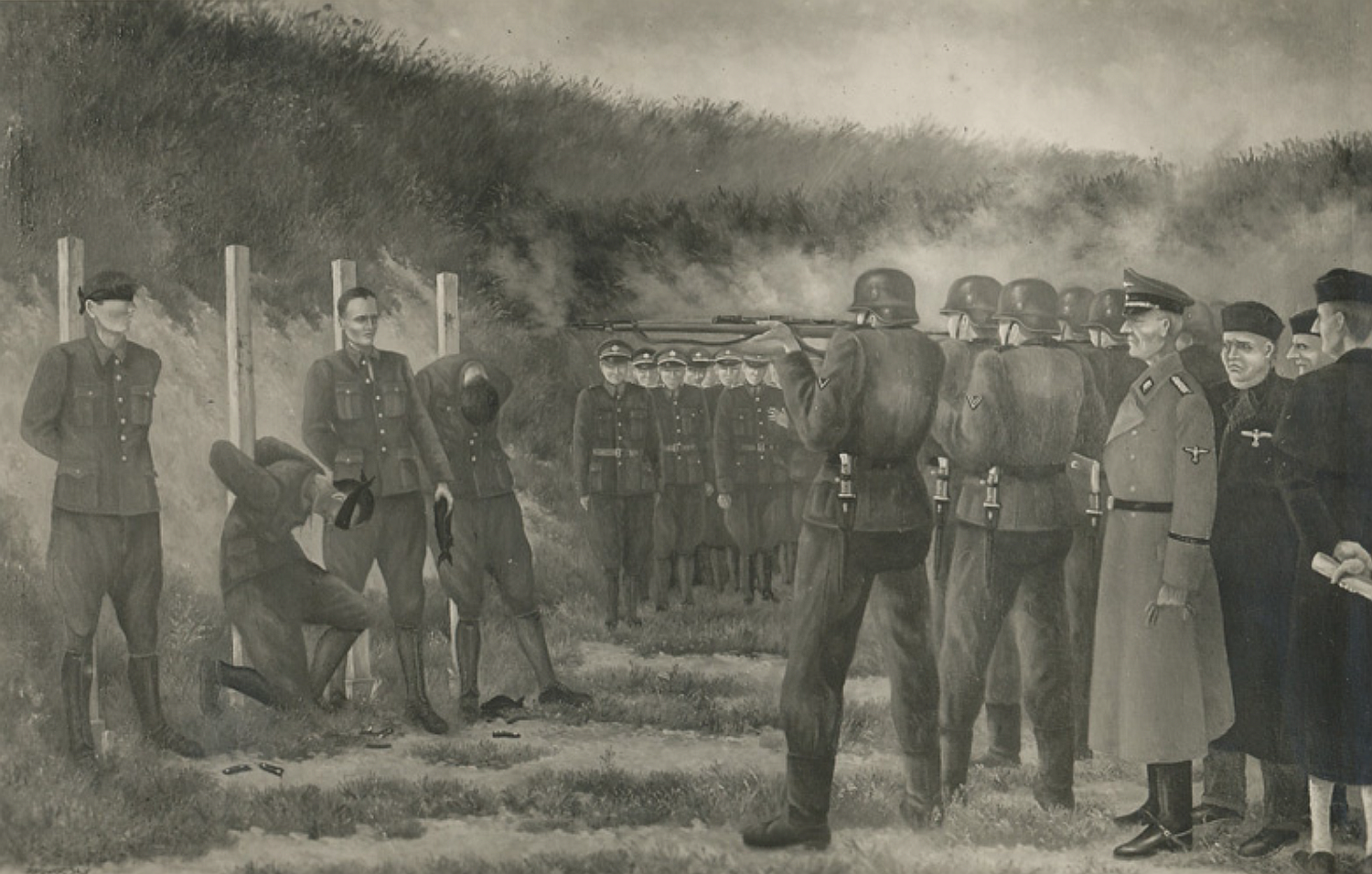
Obraz popravy čtyř protektorátních četníků na kobyliské střelnici ve čtvrtek 8. července 1943

Veřejná exemplární poprava čtyř protektorátních četníků:
1. Josef Bojas ve věku 42 let
2. František Famfulík ve věku 33 let
3. Jan Jirásek ve věku 38 let
4. František Rajmon ve věku 50 let

## Pondělí7. května1945
Poprava za Pražského povstání:
1. Josef Kotěšovský ve věku 25 let
2. Stojan Savanžel ve věku 38 let
3. Antonín Toušek ve věku 42 let